# アリー・ヴァースブ・オスマンオウル
アリー・ヴァースブ・オスマンオウル（Ali Vâsıb Osmanoğlu、1903年10月14日 - 1983年12月9日）は、オスマン帝国の帝家であったオスマン家の第41代家長で、帝位（パーディシャーおよびカリフ）請求者（請求期間：1977年 - 1983年）。

## 生涯
オスマン帝国第33代皇帝のムラト5世の孫息子で第38代家長のアフメト・ニハト皇子とその第1夫人サフィル・ハヌム（Safiru Hanım）の間の一粒種として、イスタンブールのチュラーン宮殿で生まれた。1977年にメフメト・アブデュルアズィズから家長の座を継ぎ、名目上の皇帝「アリー1世（I. Ali）」を名乗った。1983年にアレクサンドリアで没した。遺骸は2007年にイスタンブールのエユップ地区にあるスルタン・レシャト廟に改葬された。
1931年にメフメト5世の三男エメル・ヒルミー（Ömer Hilmi Efendi）皇子の娘エミネ・ミュクビレ（Emine Mükbile）と結婚し、間に一人息子のオスマン・セラハディン（1940年 - ）をもうけた。